# Heywood Sumner

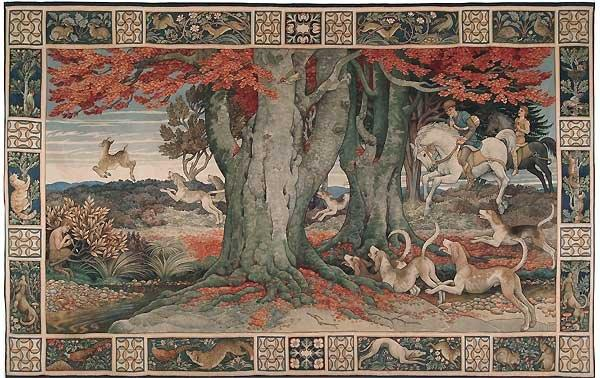
The Chace, 1908, ein gewebter Wollteppich, entworfen von Heywood Sumner (Hersteller: Morris & Co). Hampshire Cultural Trust

George Heywood Maunoir Sumner (* 29. März 1853 in Old Alresford, Hampshire, England; † 21. Dezember 1940 in Cuckoo Hill, Hampshire) war ein englischer Künstler, Kunsthandwerker, Buchillustrator und Amateurarchäologe. Neben seiner künstlerischen Tätigkeit wurde er besonders für seine Verdienste um die Dokumentation der vorgeschichtlichen und historischen Landschaft des New Forest in Hampshire bekannt; er trug maßgeblich zur wissenschaftlichen Erschließung dieser Region bei.

## Leben
George Heywood Maunoir Sumner wurde 1853 im Pfarrhaus von Old Alresford geboren, wo sein Vater, der anglikanische Geistliche George Henry Sumner, Pfarrer war; dieser wurde von 1888 bis 1909 Bischof von Guildford und seine Mutter, Mary Elizabeth Sumner, gründete die Mothers’ Union. Seine Familie war tief in der anglikanischen Kirchengeschichte verwurzelt: Der Erzbischof von Canterbury John Bird Sumner war sein Großonkel und der Bischof von Winchester Charles Richard Sumner sein Großvater. 
Heywood Sumner besuchte das Eton College und studierte anschließend Rechtswissenschaften am Christ Church College in Oxford, wurde 1881 als Anwalt bei Lincoln’s Inn zugelassen, wandte sich jedoch bald vollständig der Kunst zu. Früh beeinflusst vom Arts and Crafts Movement um William Morris, entwickelte er eine eigene, präzise Zeichentechnik, mit der er zahlreiche Bücher illustrierte.
Seine ersten Veröffentlichungen waren Radierungen zu den Flusstälern von Itchen (1881) und i (1882). 1883 illustrierte er eine Neuausgabe von John Richard Wises Werk über den New Forest mit eigenen Radierungen. In den britischen Volkszählungen zwischen 1871 und 1911 gab Sumner durchgängig Künstler als Beruf an; 1891 ergänzte er dies um dekorative Kunst, Bildhauer. Neben seinen grafischen Arbeiten gestaltete Heywood Sumner auch Glasfenster und Wanddekorationen in Kirchen, darunter Werke in der Arts-and-Crafts-Tradition. Ab Ende der 1890er-Jahre lebte er mit seiner Familie in Bournemouth und später dauerhaft in einem selbst entworfenen Haus im Stil von C. F. A. Voysey in Cuckoo Hill bei Gorley.
Im Jahr 1883 heiratete er Agnes Benson, die Schwester des Designers William A. S. Benson. Das Paar hatte fünf Kinder: Michael George, Dorothea, Beatrix, Benedict und Christopher. Die Familie führte ein kultiviertes und gastfreundliches Leben. Unter anderem schrieb Sumner für seine Kinder eigenhändig illustrierte Geschichten. Heywood Sumner starb 1940 und gilt bis heute als bedeutender Vermittler der Geschichte und Kultur des New Forest. Seine Veröffentlichungen und Zeichnungen sind ein bis heute geschätztes umfassendes Werk. Seine Leistungen wurden sowohl künstlerisch als auch wissenschaftlich anerkannt.

### Archäologie und Erforschung des New Forest

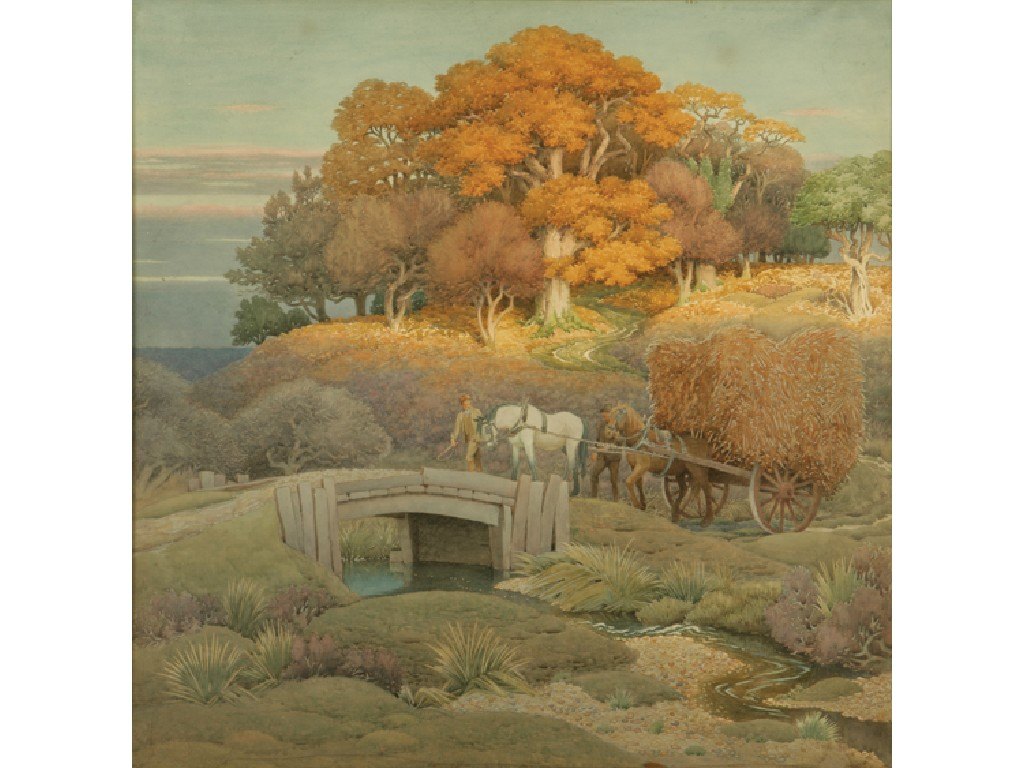
Heywood Sumner: The Fern Cart. St Barbe Museum+Art Gallery

Ab dem frühen 20. Jahrhundert widmete sich Heywood Sumner zunehmend archäologischen Studien im New Forest. Bei zahlreichen ausgedehnten Wanderungen und Radtouren dokumentierte er mit großer Genauigkeit vorgeschichtliche Erdwerke und andere historische Relikte, von denen viele bis dahin unbekannt waren. Seine Funde hielt er in detaillierten Publikationen fest, die er mit eigenen Zeichnungen versah. Drei dieser Werke sind von besonderer Bedeutung für die Archäologie Südenglands. Heywood Sumner war kein ausgebildeter Archäologe, zeichnete sich aber durch Sorgfalt und Genauigkeit aus. Sein Werk Ancient Earthworks of the New Forest zählt bis heute zu den Standardwerken zur Vorgeschichte dieser Region.
1924 veröffentlichte Sumner einen handlichen Reiseführer zum New Forest, der sich durch seine komprimierte Darstellung von Geschichte, Topographie und Natur sowie durch zahlreiche Illustrationen auszeichnete. Die Erstauflage umfasste 2000 Exemplare, die rasch vergriffen waren; 1925 folgte eine zweite Auflage von 4000 Exemplaren.

## Werk

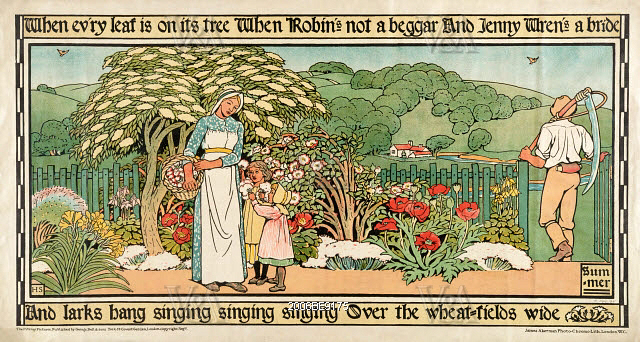
Summer, 1893 (Druckgrafik), von Heywood Sumner

Heywood Sumner war ein vielseitiger Künstler, der in verschiedenen Medien arbeitete, darunter Radierung, Sgraffito, Glasmalerei, Wandteppiche und Mosaike. Zu seinen frühen Werken zählen Radierungen für Bücher wie The Itchen Valley from Tichborne to Southampton (1881) und The Avon from Naseby to Tewkesbury (1882). In den 1880er Jahren experimentierte er mit der Sgraffito-Technik, bei der Muster in farbigen Putz geritzt werden. Beispiele seiner Sgraffito-Arbeiten finden sich in mehreren Kirchen, darunter Christ Church in Church Crookham und St. Agatha’s in Portsmouth.
Heywood Sumner entwarf zudem Glasfenster für Kirchen, darunter St. Mary the Virgin in Llanfair Kilgeddin in Wales und All Saints in Ennismore Gardens in London. Sein letzter kommerzieller Auftrag war der Wandteppich The Chace, der vom New Forest inspiriert war und von Morris & Co. gewebt wurde. Neben seiner künstlerischen Tätigkeit war Heywood Sumner ein engagierter Archäologe. Er dokumentierte prähistorische Ausgrabungen in Südengland und veröffentlichte Werke wie The Ancient Earthworks of Cranborne Chase (1913) und The Ancient Earthworks of the New Forest (1917). Sein 1910 veröffentlichtes Buch The Book of Gorley erschien 1987 unter dem Titel Cuckoo Hill: The Book of Gorley neu und kombiniert persönliche Beobachtungen mit Illustrationen des ländlichen Lebens im New Forest.

## Veröffentlichungen (Auswahl)
- Cuckoo Hill: The Book of Gorley, London 1910.
- Ancient Earthworks of the New Forest, London 1917.
- The New Forest, Ringwood 1924.